# Председник Владе Чешке
Премијер Чешке (чешки: Předseda vlády České republiky) је шеф владе Чешке Републике и дефакто лидер и најмоћнији члан извршне власти.
Устав предвиђа да одређене председничке радње захтевају супотпис премијера, укључујући именовање судија и амбасадора, командовање војском, ратификацију уговора и издавање амнестије.
Актуелни премијер је Петр Фиjала, лидер ГДС-а, који је положио заклетву 17. децембра 2021. након избора 2021. године, и служи као 13. особа на тој функцији.

## Списак
| Председник Владе | Председник Владе | Мандат             | Мандат             | Политичка странка             |
| Председник Владе | Председник Владе | Почетак            | Крај               | Политичка странка             |
| ---------------- | ---------------- | ------------------ | ------------------ | ----------------------------- |
|                  | Вацлав Клаус     | 1. јануар 1993.    | 2. јануар 1998.    | Грађанска демократска странка |
|                  | Јозеф Тошовски   | 2. јануар 1998.    | 22. јул 1998.      | Независан                     |
|                  | Милош Земан      | 22. јул 1998.      | 15. јул 2002.      | Социјалдемократија            |
|                  | Владимир Шпидла  | 15. јул 2002.      | 4. август 2004.    | Социјалдемократија            |
|                  | Станислав Грос   | 4. август 2004.    | 25. април 2005.    | Социјалдемократија            |
|                  | Јиржи Пароубек   | 25. април 2005.    | 4. септембар 2006. | Социјалдемократија            |
|                  | Мирек Тополанек  | 4. септембар 2006. | 8. мај 2009.       | Грађанска демократска странка |
|                  | Јан Фишер        | 8. мај 2009.       | 13. јул 2010.      | Независан                     |
|                  | Петр Нечас       | 13. јул 2010.      | 10. јул 2013.      | Грађанска демократска странка |
|                  | Јиржи Руснок     | 10. јул 2013.      | 29. јануар 2014.   | Независан                     |
|                  | Бохуслав Соботка | 29. јануар 2014.   | 13. децембар 2017. | Социјалдемократија            |
|                  | Андреј Бабиш     | 13. децембар 2017. | 17. децембар 2021. | АНО                           |
|                  | Петр Фијала      | 17. децембар 2021. | Тренутно           | Грађанска демократска странка |